# Miklós Ede
Miklós Ede (?, 19. század –‎ ?, 20. század) magyar építész és építőmester.

## Élete
Életéről kevés adat ismert. A 20. század elején működött budapesti köz- és magánépületek tervezőjeként. Legtöbb munkáját Wirth Ferenc Nándorral közösen tervezte. Mindketten tagjai voltak a Magyar Építőmesterek Szövetségének.
Számos tervpályázaton vett részt, ezek jelentős részét nem ő nyerte.

## Ismert épületei
- 1907: lakóház, Budapest, Városház utca 3-5.[4]
- 1909: gyártoldalék, Budapest, Szentendrei út 8123-24. hrsz.[5]
- 1909: lakóház, Budapest, Lenke út 13902. hrsz.[6]
- 1910: lakóház, Budapest, Ráday utca 9. (tervmódosítás, az eredeti tervek Fodor Gyula munkái)[7]
- 1910: lakóház, Budapest, Városligeti-fasor 4195. hrsz.[8]
- 1911: lakóház-átalakítás, Budapest, Széchényi-hegy 9338/9. hrsz.[9]
- 1911: lakóház-átalakítás, Budapest, Bálvány u. 22.[10]
- 1911: lakóház, Budapest, 3518. hrsz.[11]
- 1912: lakóház, Budapest, Damjanich u. 12.[12]
- 1912: lakóház, Budapest, Attila u. 1800. hrsz.[12]

### Tervben maradt épületek
- 1907: Erzsébetvárosi Igazságügyi Palota, Budapest[3]
- 1907: Fürdő és mosóhelyiség, Nyugati pályaudvar, Budapest[13]
- 1907: Modern bérház, Budapest, Erzsébet tér[14][15]
- 1908: Belvárosi Takarékpénztár (Párizsi udvar), Budapest, Ferenciek tere 10.[16][17]
- 1909: Magyar Műhely- és Raktártelep bérház átalakítása, Budapest[18]
- 1910: lakóház, Budapest, 1237. hrsz.[19]
- 1910: lakóház, Budapest, 1100/b. hrsz.[19]